# طواف العالم للدراجات للسيدات 2018

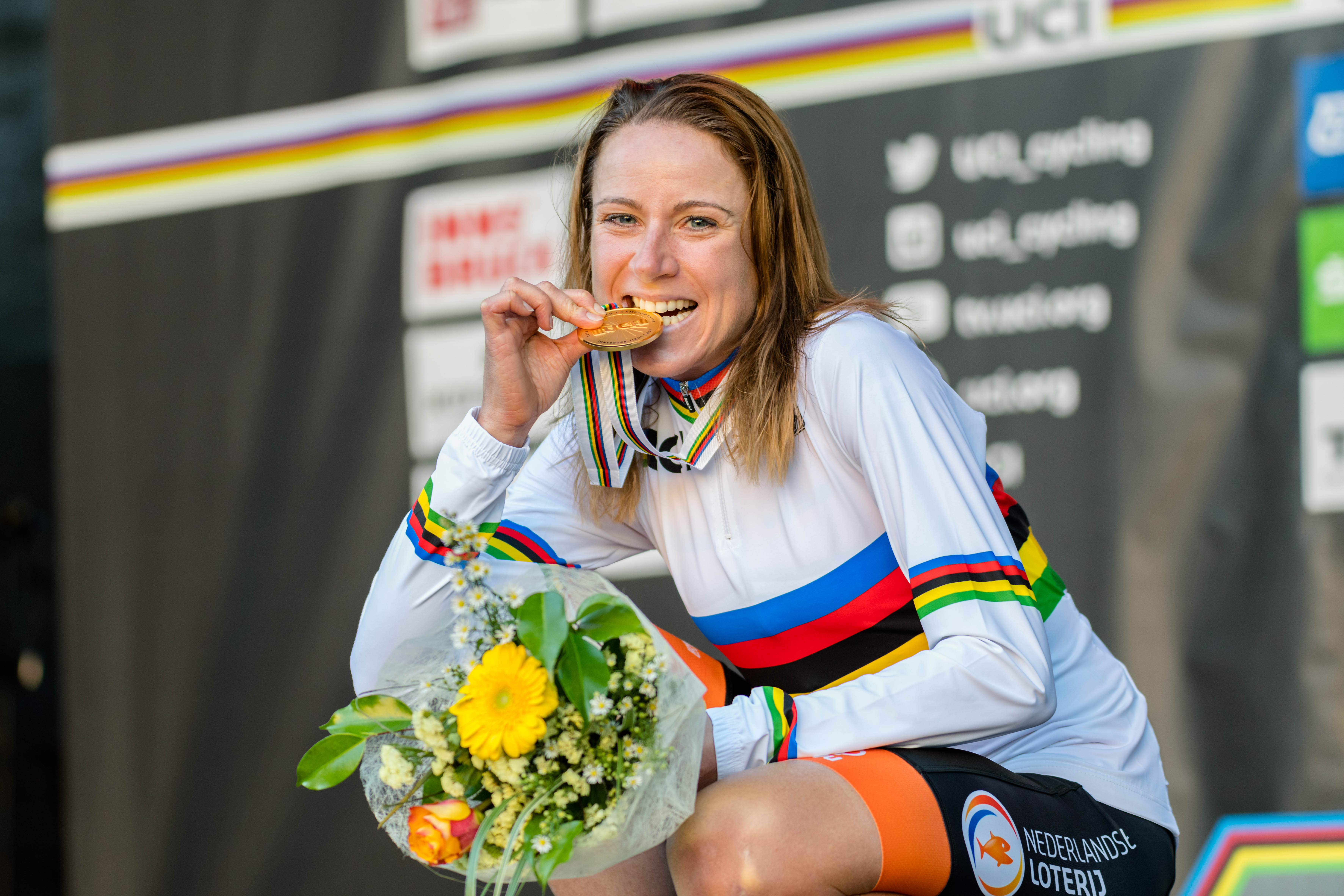

طواف العالم للدراجات للسيدات 2018 (بالإنجليزية: 2018 UCI Women's World Tour) هو سباق دراجات هوائية، وهو الموسم رقم 3 من السباق، وأقيم خلال الفترة 3 مارس 2018، وحتى 21 أكتوبر 2018.

## الفرق
| فرق سيدات محترفة (40)- يو أي أيه تيم ‏ - بيبينك 2018 ‏ - موفيستار للسيدات ‏ - بويلز دولمانز 2018 ‏ - موسم فريق سنويب للسيدات 2018 ‏ - بيزكايا دورانجو 2018 ‏ - كانيون إس آر إيه إم راسينغ 2018 ‏ - ترك-دروبز 2018 ‏ - ليف ريسينغ ‏ - Team Virtu Cycling Women ‏ - Experza–Footlogix Ladies Cycling Team ‏ - فالكار-بي بي إم 2018 ‏ - EF Education–Tibco–SVB ‏ - FDJ–Suez ‏ - Hagens Berman–Supermint ‏ - لوتو سودال للسيدات 2018 ‏ - Liv AlUla Jayco ‏ - رالي سايكلنج للسيدات 2018 ‏ - أيه آر مونكس برو سيكلينج للسيدات ‏ - Virginia's Blue Ridge–TWENTY24 ‏ - سوبيلا ومنز تيم ‏ - Aromitalia 3T Vaiano ‏ - BTC City Ljubljana ‏ - China Liv Pro Cycling ‏ - Pro Cycling Team Fanini ‏ - Cylance Pro Cycling (women's team) ‏ - دولتشيني فان إيك سبورت 2018 ‏ - Health Mate–Cyclelive Team ‏ - هايتك بوردكتس-بيرك سبورت 2018 ‏ - Minsk Cycling Club (women's team) ‏ - S.C. Michela Fanini Rox ‏ - Servetto–Makhymo–Beltrami TSA ‏ - Isolmant–Premac–Vittoria ‏ - Storey Racing ‏ - PatoBike–BMC ‏ - ألومنيت 2018 ‏ - فريق تايلاند لركوب الدراجات للسيدات 2018 ‏ - توب قيرلز فسى برتولو 2018 ‏ - UnitedHealthcare Pro Cycling (women's team) ‏ - Ceratizit Pro Cycling ‏ فريق دراجات هواة سيدات- Team Dukla Praha (women's team) ‏ |  |
| |  |

## السباقات
| طواف العالم للدراجات للسيدات | طواف العالم للدراجات للسيدات                  | طواف العالم للدراجات للسيدات | طواف العالم للدراجات للسيدات | طواف العالم للدراجات للسيدات | طواف العالم للدراجات للسيدات | طواف العالم للدراجات للسيدات |
| التاريخ                      | السباق                                        | الفائز                       | الثاني                       | الثالث                       | متصدر الترتيب العام          |                              |
| ---------------------------- | --------------------------------------------- | ---------------------------- | ---------------------------- | ---------------------------- | ---------------------------- | ---------------------------- |
| 3 مارس                       | ستراد بينك للسيدات                            | أنا فان دير بريغين           | Katarzyna Niewiadoma         | إليسا ونغو بورغيني           | أنا فان دير بريغين           |                              |
| 11 مارس                      | موسم رياضي                                    | ايمي بيترز                   | الكسيس ريان                  | كلو هوسكينغ                  | أنا فان دير بريغين           |                              |
| 18 مارس                      | تروفيو ألفريدو بيندا كومون دي سيتيجليو        | Katarzyna Niewiadoma         | Chantal Blaak                | ماريان فوس                   | Katarzyna Niewiadoma         |                              |
| 22 مارس                      | ثلاثة أيام من دي بان للسيدات                  | جولين ديهور                  | كلو هوسكينغ                  | كريستين ماجروس               | Katarzyna Niewiadoma         |                              |
| 25 مارس                      | غنت-وفلجم للسيدات                             | مارتا باستيانيلي             | جولين ديهور                  | ليزا كلاين                   | جولين ديهور                  |                              |
| 1 أبريل                      | طواف فلاندرز للسيدات                          | أنا فان دير بريغين           | ايمي بيترز                   | أنيميك فان فليوتن            | ايمي بيترز                   |                              |
| 15 أبريل                     | سباق أمستل الذهبي للسيدات                     | Chantal Blaak                | لوسيندا براند                | أماندا سبرات                 | Chantal Blaak                |                              |
| 18 أبريل                     | فليش والون للسيدات                            | أنا فان دير بريغين           | آشلي مولمان                  | ميغان غوارنير                | أنا فان دير بريغين           |                              |
| 22 أبريل                     | لييج-باستون-لييج للسيدات                      | أنا فان دير بريغين           | أماندا سبرات                 | أنيميك فان فليوتن            | أنا فان دير بريغين           |                              |
| 26 – 28 أبريل                | طواف جزيرة تشونغ مينغ سباق المرحلة            | شارلوت بيكر                  | Shannon Malseed ‏             | Anastasia Chursina           | أنا فان دير بريغين           |                              |
| 17 – 19 مايو                 | طواف أمجين كاليفورنيا - للسيدات               | كاتي هال                     | تايلر وايلز                  | Katarzyna Niewiadoma         | أنا فان دير بريغين           |                              |
| 19 – 22 مايو                 | طواف الباسك للسيدات                           | أماندا سبرات                 | أنيميك فان فليوتن            | أنا فان دير بريغين           | أنا فان دير بريغين           |                              |
| 13 – 17 يونيو                | طواف السيدات                                  | Coryn Rivera                 | ماريان فوس                   | Danielle Rowe                | أنا فان دير بريغين           |                              |
| 06 – 15 يوليو                | طواف إيطاليا للسيدات                          | أنيميك فان فليوتن            | آشلي مولمان                  | أماندا سبرات                 | أنا فان دير بريغين           |                              |
| 17 يوليو                     | سباق لو تور دو فرانس 2018                     | أنيميك فان فليوتن            | أنا فان دير بريغين           | آشلي مولمان                  | أنا فان دير بريغين           |                              |
| 28 يوليو                     | رايد لندن الكلاسيكي                           | كيرستن وايلد                 | ماريان فوس                   | إليسا بالسامو                | أنا فان دير بريغين           |                              |
| 11 أغسطس                     | أوبن دي سويد فارجاردا - سباق الزمن للفرق 2018 | Boels Dolmans                | Sunweb                       | Cervélo Bigla                | أنا فان دير بريغين           |                              |
| 13 أغسطس                     | أوبن دي سويد فارجاردا - سباق الطريق 2018      | ماريان فوس                   | كيرستن وايلد                 | Lotta Lepistö                | أنا فان دير بريغين           |                              |
| 16 أغسطس                     | Ladies Tour of Norway, TTT ‏                   | Sunweb                       | Mitchelton-Scott             | Cervélo Bigla                | أنا فان دير بريغين           |                              |
| 17 – 19 أغسطس                | طواف النرويج للسيدات                          | ماريان فوس                   | إميليا فهلين                 | Coryn Rivera                 | ماريان فوس                   |                              |
| 25 أغسطس                     | جي بي دي بلواي                                | ايمي بيترز                   | ماريان فوس                   | Coryn Rivera                 | ماريان فوس                   |                              |
| 28 أغسطس – 02 سبتمبر         | هولاند ليديز تور                              | أنيميك فان فليوتن            | Ellen van Dijk               | أنا فان دير بريغين           | أنيميك فان فليوتن            |                              |
| 15 – 16 سبتمبر               | سباق سيراتزيت تشالنج                          | Ellen van Dijk               | Coryn Rivera                 | Audrey Cordon-Ragot          | أنيميك فان فليوتن            |                              |
| 21 أكتوبر                    | سباق قوانغشي للسيدات                          | أرلينيس سيرا                 | هانا بارنز                   | Sara Mustonen (cyclist) ‏     | أنيميك فان فليوتن            |                              |